# Hibbertia incana
Hibbertia incana Losinsk. – gatunek rośliny z rzędu ukęślowców (Dilleniales Hutch.). Występuje naturalnie w południowo-wschodniej części Australii – w stanach Nowa Południowa Walia oraz Australia Zachodnia, natomiast uważa się, że w Wiktorii wyginął. 

## Morfologia
PokrójWiecznie zielony krzew dorastający do 1,5 m wysokości.
LiścieIch blaszka liściowa jest niemal siedząca i ma równowąski kształt. Mierzy 5–14 mm długości oraz 2–3 mm szerokości, jest całobrzega, o nasadzie zbiegającej po ogonku i tępym wierzchołku.
KwiatyPojedyncze lub zebrane po 2–7 w wierzchotki, rozwijają się niemal na szczytach pędów. Działki kielicha mają owalny kształt i mierzą do 6–12 mm długości. Płatki mają żółtą barwę i dorastają do 5–14 mm długości. Mają 8–16 pręcików oraz 2 owocolistki.

## Biologia i ekologia
Rośnie w zaroślach oraz widnych lasach.